# Garje Khamtrul Jamyang Dhondup
Pour les articles homonymes, voir Dhondup.
Ne doit pas être confondu avec Khamtrul Rinpoché.
Garje Khamtrul Jamyang Dhondup (tibétain : ག་རྗེ་ཁམས་སྤྲུལ་འཇམ་དབྱངས་དོན་གྲུབ, Wylie : sga rje khams sprul 'jam dbyangs don grub) né le 19 décembre 1927 à Lithang, mort le 30 décembre 2019 à Dharamsala en Inde, aussi appelé Khamtrul Rinpoché est un érudit nyingmapa du bouddhisme tibétain. 

## Biographie

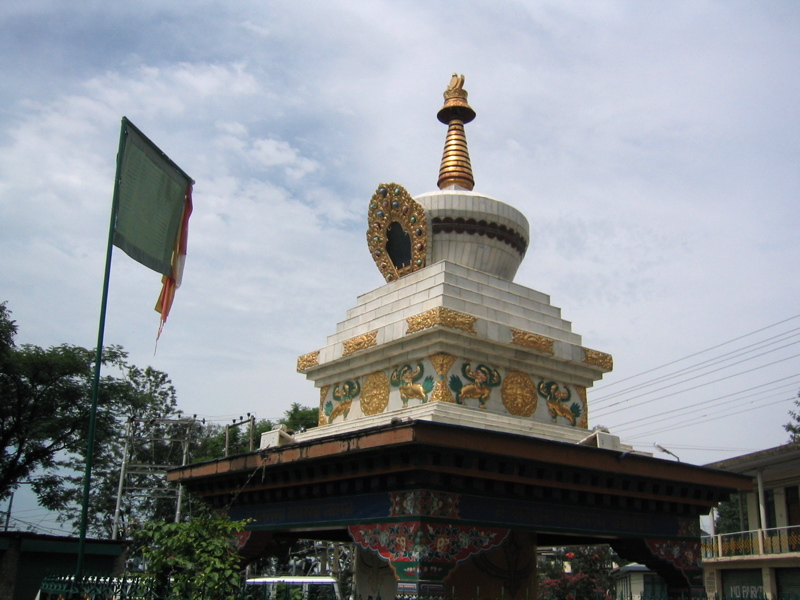
Stūpa construit par Thubten Ngodup et consacré par Khamtrul Rinpoché à Gangchen Kyishong à Dharamsala.

Né au Kham, à l'est du Tibet, il a été reconnu comme l'incarnation du 4e Dorje Namgye : le co-abbé du monastère de Garje Khamtrul Midrol Jangchol à Derge, au Tibet oriental, dont il assuma la pleine administration. 
Après s'être échappé du Tibet en Inde en 1960, Khamtrul Rinpoché fut responsable du camp de Changlang Kunsang Ling pour les réfugiés tibétains dans l'Assam en Inde. En 1966, il rejoint le ministère des affaires religieuses du gouvernement tibétain en exil Dharamsala où il est nommé représentant de l'école nyingma avant d'être nommé secrétaire général du même ministère. 
En 1983, il a participé à la conférence de l'Organisation mondiale des bouddhistes (WFB) au Sri Lanka en tant que membre, avec Dhobum Tulku et Pema Chinnjor, de la délégation tibétaine.
En 1990, en tant que représentant de la lignée nyingma, il fut avec le ministre Kalsang Yeshi, son secrétaire Karma Gelek, Thubten Ngodup et Denma Locho Rinpoché, un des membres de la délégation officielle tibétaine qui participa à la réunion internationale de la Conférence asiatique bouddhiste pour la paix, présidée par Bakula Rinpoché qui s'est tenue à Oulan-Bator.
Ayant la connaissance des Sutra, Tantra, de l'astrologie et la médecine tibétaine, il fut l'un des rares enseignants tibétains détenant ces traditions, ainsi que les initiations, transmissions et enseignements du 5e dalaï-lama. À la demande du 14e dalaï-lama, il a fondé Chime Gatsal Ling un petit monastère à Dharamsala, en Inde pour soutenir ces enseignements pour les générations futures. Le monastère fut renommé Lhundrub Chime Gatsal Ling par l'oracle de Nechung. Khamtrul Rinpoché est aussi un maître de méditation dzogchen. Khamtrul Rinpoché a été le maître des rites nyingmapa au monastère de Namgyal et est un des principaux instructeurs des rituels nyingmapa au monastère Nechung. En 1990, il a écrit un livre rituel sur le Protecteur Nechung.
Khamtrul Rinpoché est un tertön.
Il meurt le 30 décembre 2019 à Lhundrub Chime Gatsal Ling à Dharamsala où il reste en état méditatif post-mortem de tukdam plus de 8 jours, ce qui a conduit les moines du monastère à ne pas dévoiler la nouvelle de sa mort.

## Publications
- Préface de Nechung, l'oracle du Dalaï-lama, par Thubten Ngodup avec Françoise Bottereau-Gardey et Laurent Deshayes, Presses de la Renaissance, Paris, avril 2009,  (ISBN 978-2-7509-0487-6)
- (en) Memories of Lost and Hidden Lands: The Life Story of Garje Khamtrul Rinpoche, translated by Lozang Zopa, Chime Gatsel Ling, 2009
- (en) The Eight Practice-Instructions of Sugatas in the Nyingma Lineage' in Tibet Journal, Vol. XV No. 2, Summer 1990
- (en) Minling Terchen Gyurme Dorjee, The Jewel Ladder: A Preliminary Nyingma Lamrim, Library of Tibetan Works and Archives, 1990
- (en) The Lama's Heart Advice which Dispels all Obstacles: A Concise Guide to the Hidden Land of Pemako, translated by Brian Gregor, 2002 (unpublished)